# 賦形剤

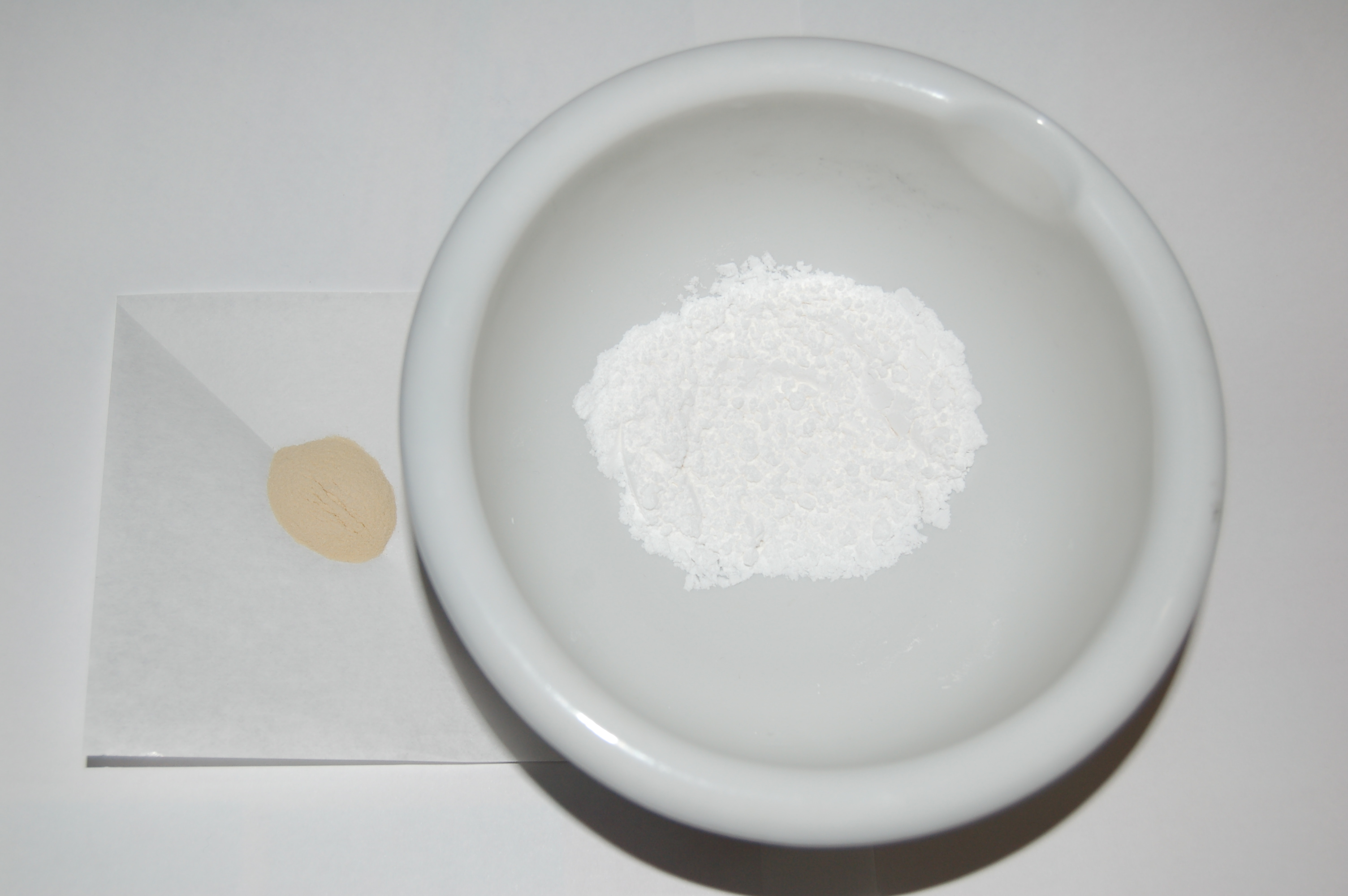
1gの薬品原末と9gの乳糖

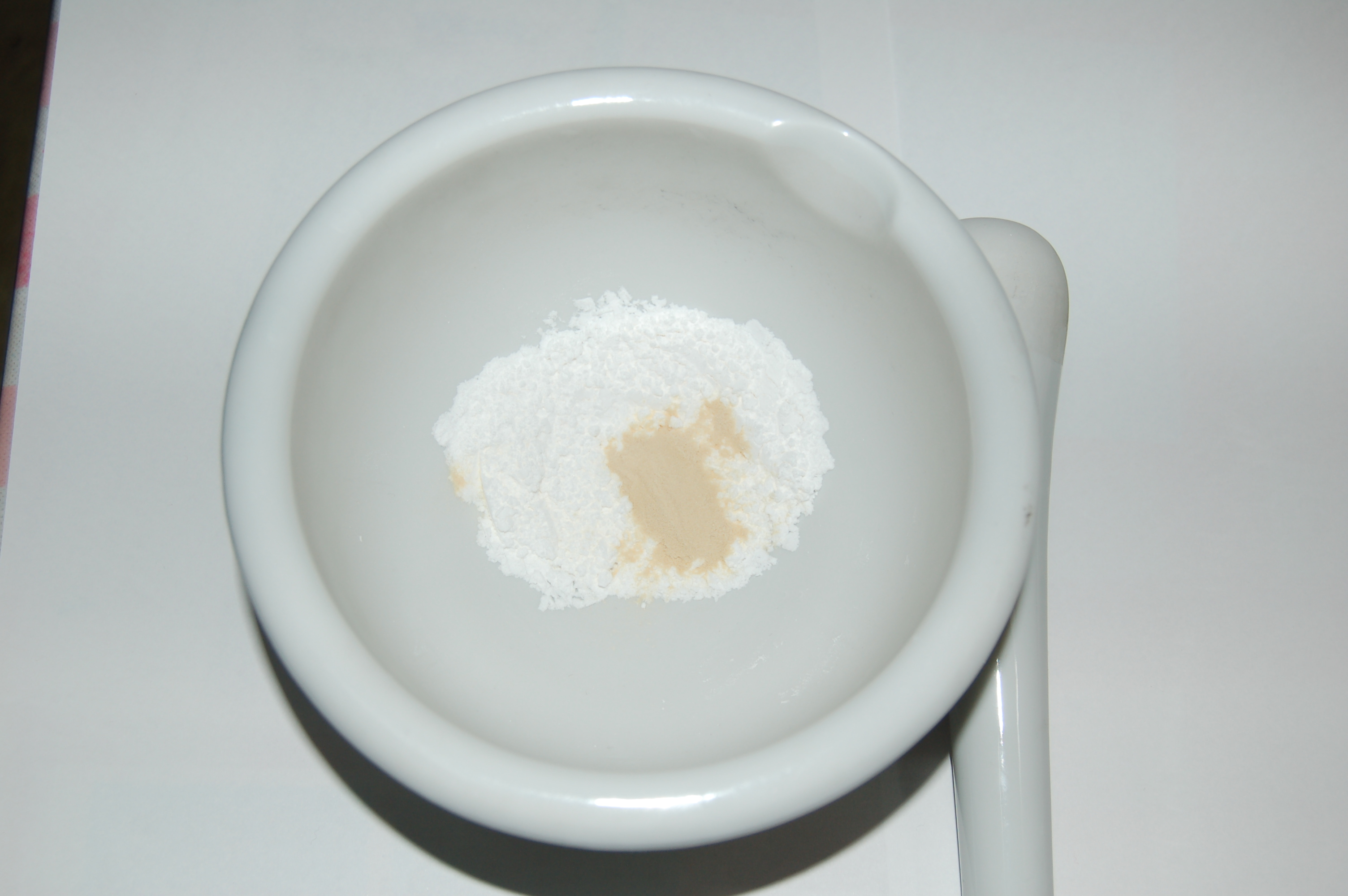
黄土色が薬品原末

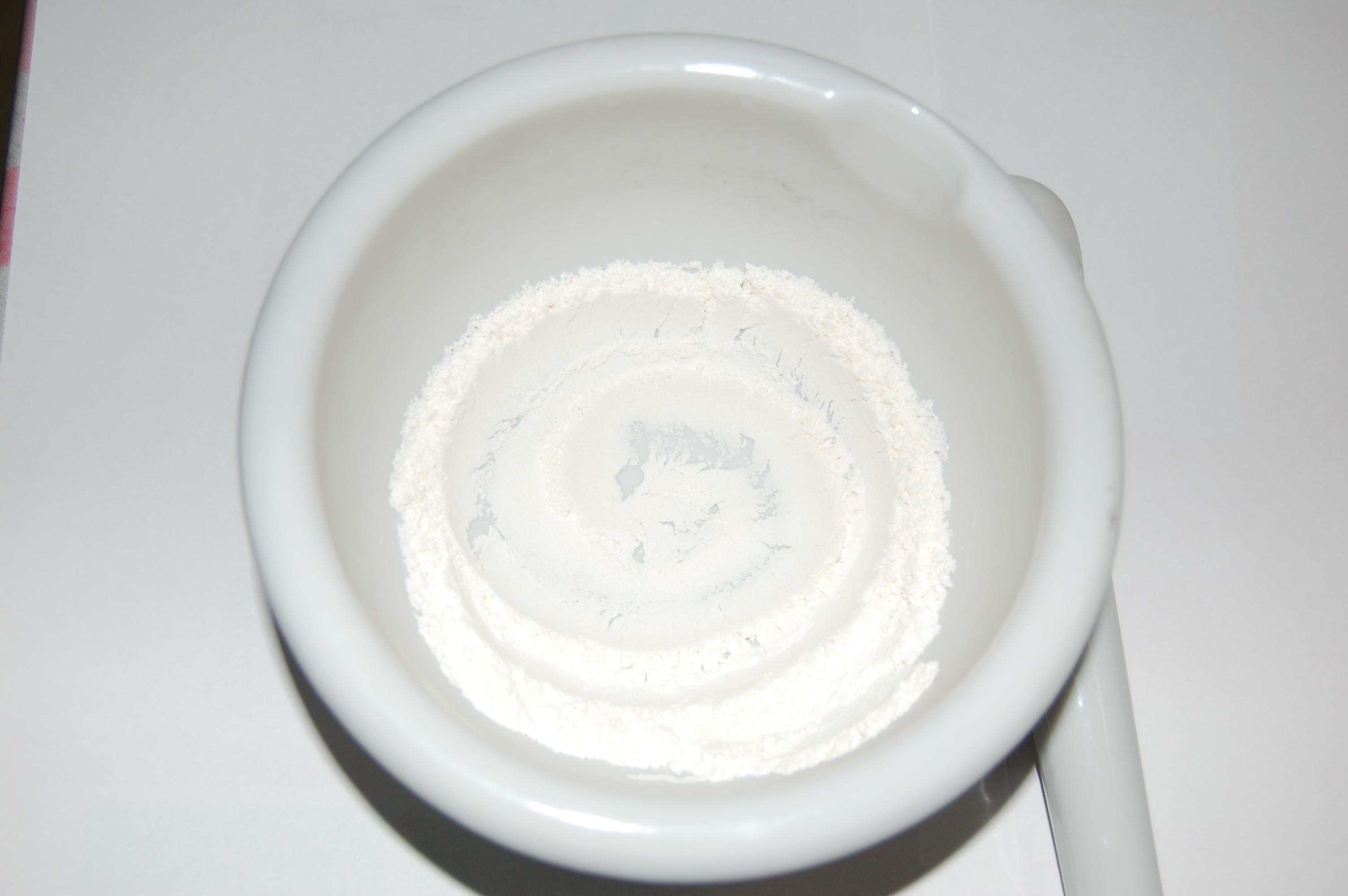
混和し10倍散としたもの

賦形剤（ふけいざい、英: vehicle, diluent, excipient）とは、医薬品や農薬などの取扱いあるいは成形の向上や服用を便利にするために加える添加剤。錠剤では、結晶セルロース、乳糖やデンプンがよく用いられる。

## 概要
錠剤や丸剤などの製剤過程（製造工程）で、有効成分の量が少ない場合に、一定の大きさや濃度にする目的で賦形剤が添加される。賦形剤にて全体量を増して希釈した後、混和して均一の濃度とすることで、秤量時に生じる有効成分の秤量誤差が希釈されることになる。このため、最終製品は、一回あたり（正確には最小単位の投与剤形あたり）の有効成分の誤差が少なくなるので、秤量上の取扱いを容易にする。
散剤では、通例、一包が0.3～0.7 g程度となるよう賦形し、希釈する。賦形剤で希釈した散剤を倍散といい、その倍率により10倍散、100倍散、1000倍散などという。これにも、一回あたりの微量な飲み残し中の、有効成分の含量を下げる意味がある。
目盛のついた容器で液剤を交付する場合は、一回量が一目盛（あるいは目盛の整数倍）もしくは一回量が（整数）mLとなるよう賦形する。
また、有効成分の物性上の欠点を補い、あるいは賦形剤の物性を有効活用し、上述のような秤量上の取扱い易さや製剤を成形する際の取扱い易さを向上させることなどを目的として、用いる賦形剤が決定される。
なお、実際の投与量において、人体に無害であり、医薬品と配合変化を起こさないもの、治療効果に障害をもたらさないもの、医薬品の試験等に支障を来さないものでなければ、賦形剤として用いることができない。

## 賦形剤の例
- 水剤・液剤：水、精製水、アルコール、グリセリン
- 錠剤・散剤：結晶セルロース、乳糖、デンプン、デキストリン、白糖、沈降シリカ
- 丸剤：蜂蜜、コメデンプン、トラガント（丸剤の場合、賦形剤が結合剤の役割も果たす）